# الأمن العسكري (الجزائر)
الأمن العسكري، هي الشرطة العسكرية داخل الجيش الوطني الشعبي الجزائري. وتمثل إحدى مديريات وزارة الدفاع الوطني في الجزائر التابعة لقيادة الأركان العامة.

## التأسيس
تشكلت هذه الإدارة في سنة 1962 غداة استقلال البلاد بقرار من وزير الدفاع هواري بومدين وترأسها العقيد عبد الحميد جوادي، وبعد حل وزارة التسليح والاستخبارات ادمج عناصرها في الأمن العسكري تحت قيادة عبد الله خالف  من سنة 1965 إلى 1978، أدى خلال هذه الفترة جهاز الأمن العسكري دور الاستخبارات العامة واستعمل كشرطة سياسية.
في سنة 1983، قام الرئيس الشاذلي بن جديد بإعادة هيكلة جهاز المخابرات، وفصل الأمن العسكري عن المخابرات أنشئت المديرية المركزية لأمن الجيش وسميت أمن عسكري وأما المخابرات فصارت تسمى المفوضية الوطنية للوقاية والأمن، وفي إعادة هيكلة أجهزة المخابرات (العسكرية والعامة) جديدة سنة 1990، أنشئت «دائرة الاستعلام والأمن» التي ضمت مديريات عديدة من بينها الأمن العسكري يمسى جديد هو «المديرية المركزية لأمن الجيش».
في سنة 2014، أعيد دمج المديرية المركزية لأمن الجيش ب قيادة الأركان العامة وانفصل الأمن العسكري عن دائرة الأمن والاستعلام (المخابرات العامة)، بموجب مرسوم جديد أصدره رئيس الجمهورية ووزير الدفاع عبد العزيز بوتفليقة.

## مهام المديرية
أوكل للمديرية مجموعة من المهام هي:
- الحفاظ على الانضباط العسكري داخل المؤسسة العسكرية
- السيطرة على أي تحرك عسكري مشبوه (في السلم أو في الحرب)
- تامين الثكنات والمديريات و المراكز التابعة للمؤسسة العسكرية
- القيام بالتحريات والتحقيق الأمني (الشرطة القضائية العسكرية) في حال وقوع أي جنح، جنايات، مخالفات قانونية داخل الجيش
- متابعة القضايا المتصلة بالأمن القومي من الناحية العسكرية (الاستطلاع - جمع المعلومات عن تحركات العدو الميدانية - التنسيق مع المخابرات
- التاكد من انضباط الافراد (ضباط وصف ضباط وجنود)

## قادة الأمن العسكري
| الاسم                              | الفترة           |
| ---------------------------------- | ---------------- |
| العقيد عبد الحميد جوادي            | من 1962 إلى 1965 |
| المقدم عبد الله خالف (قاصدي مرباح) | من 1965 إلى 1978 |
| العقيد علي تونسي                   | من 1978 إلى 1980 |
| المقدم نور الدين زرهوني            | من 1980 إلى 1981 |
| اللواء مجدوب لكحل عياط             | من 1981 إلى 1988 |
| العميد محمد مدين                   | من 1988 إلى 1990 |
| اللواء كمال عبد الرحمان            | من 1990 إلى 1998 |
| اللواء جبار مهنا                   | من 1998 إلى 2014 |
| اللواء لخضر                        | 2014 إلى 2017    |
| العقيد عبد الوهاب                  | 2017 إلى 2019    |
|                                    |                  |

## وصلات خارجية
- وزارة الدفاع الوطني الجزائري
- مدير مخابرات جديد لخلافة “طرطاق” !؟
- تاريخ الجيش الجزائري من 1954 إلى يومنا هذا